# 아프리카에서 살아남는 법
《아프리카에서 살아남는 법》은 MBC에서 2013년 11월 7일에 방영한 드라마 페스티벌 시즌 1의 여섯 번째 작품이다.

## 등장 인물

### 주요 인물
- 유선 : 강민주 역
- 채빈 : 서도윤 역
- 윤소희 : 윤나라 역
- 정연주 : 김주경 역
- 윤지원 : 박은성 역

### 그 외 인물
- 문세윤
- 허정규